# Statua di san Giovanni Battista
Nel Museo del duomo di Monza è conservata una grande statua in rame sbalzato che raffigura san Giovanni Battista, compatrono della città.

## Storia
In origine la statua fu collocata sul protiro del portale centrale del duomo, successivamente venne sostituita in loco da una copia in bronzo. 
La datazione della statua è controversa, oscillando fra il XIII e i primi anni del XV secolo.

## Descrizione
Il santo è raffigurato in piedi, tradizionalmente vestito di pelli e con un manto piegato sulla spalla. Nella mano sinistra regge l'Agnus Dei mentre con la mano destra alzata indica il cielo.